# 唐吉·恩東貝萊
唐吉·恩東貝萊（法語：Tanguy Ndombele，1996年12月28日—）是一名剛果民主共和國裔法國足球運動員，场上司職中場，曾效力法甲球隊尼斯。

## 俱樂部生涯
恩東貝萊職業生涯開始於法甲球隊亞眠，在2015年之前，他一直在預備隊效力，2015年9月5日，他第一次代表一線隊出場，當時他的年齡為18歲零9個月。
2017年8月他租借加盟法甲球隊里昂。在法甲聯賽里昂1-0戰勝巴黎聖日耳門的比賽中，他首次為球隊出場。2018年夏天，里昂正式買斷恩東貝萊。
2019年7月3日，法甲球隊里昂官方宣佈，球隊中場恩東貝萊轉會英超球隊熱刺，轉會費為6000萬歐元+1000萬歐元的浮動轉會費。
2020年8月，恩東貝萊2019冠狀病毒病檢測呈陽性。

## 榮譽
拿坡里
- 意甲冠軍：2022–23[6]

## 外部連結
- 法国足球协会上的 唐吉·恩東貝萊 （法文） 存档于webarchive.org.
- 足球数据库：唐吉·恩東貝萊的球员统计数据
- Tanguy Ndombele在FootballDatabase.eu中的档案